# You (novela)
You es una novela de suspenso de Caroline Kepnes, publicada en septiembre de 2014.  La novela ha sido traducida a 19 idiomas y fue adaptada a una serie de televisión del mismo nombre .  

## Sinopsis
Cuando una atractiva joven entra en la librería neoyorquina donde trabaja Joe Goldberg, él hace lo normal: busca en Google el nombre que aparece en su tarjeta de crédito. Sólo hay una Guinevere Beck en Nueva York. Usa Twitter con frecuencia y tiene una cuenta pública de Facebook que a él le revela todo lo que necesita saber: es Beck para sus amigos, estudió en Brown, vive en Bank Street y esa misma noche irá a un bar de Brooklyn: el lugar perfecto para encontrarse por casualidad.
A medida que Joe va asumiendo el control de la vida de Beck, pasa de acosador a novio y se transforma en su hombre ideal; eso sí, acabando por el camino con todos los posibles obstáculos... Incluso aunque eso implique el asesinato.
Con esta novela Caroline Kepnes profundiza en lo vulnerables que somos al acoso y la manipulación digital en la actualidad hiperconectada.

## Adaptación televisiva
En febrero de 2015, se anunció que Greg Berlanti y Sera Gamble desarrollarían una serie de televisión basada en la novela en Showtime . Dos años más tarde, se anunció que Lifetime compró la serie y la puso en desarrollo acelerado. You se estrenó el 9 de septiembre de 2018. El 26 de julio de 2018, antes del estreno de la serie, Lifetime anunció que la serie se iba a renovar para una segunda temporada. El 3 de diciembre de 2018, se confirmó que Lifetime había pasado de hacer la segunda temporada de la serie y que Netflix la había retomado, adaptando lo visto en la secuela de la novela original, Hidden Boddies. En enero de 2020, Netflix renovó la serie para una tercera temporada, que se estrenó el 15 de octubre de 2021, siendo la primer temporada del programa en desprenderse de la saga literaria, contando una historia propia. En octubre de 2021, antes del estreno de la tercera temporada, la serie confirmó una nueva renovación para una cuarta temporada, que se estrenó en dos tandas de cinco episodios cada una el 9 de febrero y el 9 de marzo de 2023. Dos semanas después, el 23 de marzo de 2023 se renovó la serie para una quinta y última temporada que verá la luz el 24 de abril de 2025.